# Ребула, Ото
Ото Ребула (серб. Ото Ребула, 14 августа 1921, Баня-Лука, Королевство сербов, хорватов и словенцев — 11 июля 2001, Белград, Союзная Республика Югославия) — югославский легкоатлет, выступавший в десятиборье. Участник летних Олимпийских игр 1948 и 1952 годов.

## Биография
Ото Ребула родился 14 августа 1921 года в городе Баня-Лука в Королевстве сербов, хорватов и словенцев (сейчас в Боснии и Герцеговине).
Выступал в легкоатлетических соревнованиях за «Партизан» из Белграда.
В 1948 году вошёл в состав сборной Югославии на летних Олимпийских играх в Лондоне. Выступал в десятиборье, но не завершил соревнования.
В 1952 году вошёл в состав сборной Югославии на летних Олимпийских играх в Хельсинки. В десятиборье занял 15-е место, набрав 5648 очков и уступив 2239 очков победителю Бобу Мэтиасу из США. Был знаменосцем сборной Югославии на церемонии открытия Олимпиады.
Умер 11 июля 2001 года в Белграде.

## Личный рекорд
- Десятиборье — 6447 (1952)[1]